# Johann Wolf (Theologe, 1521)

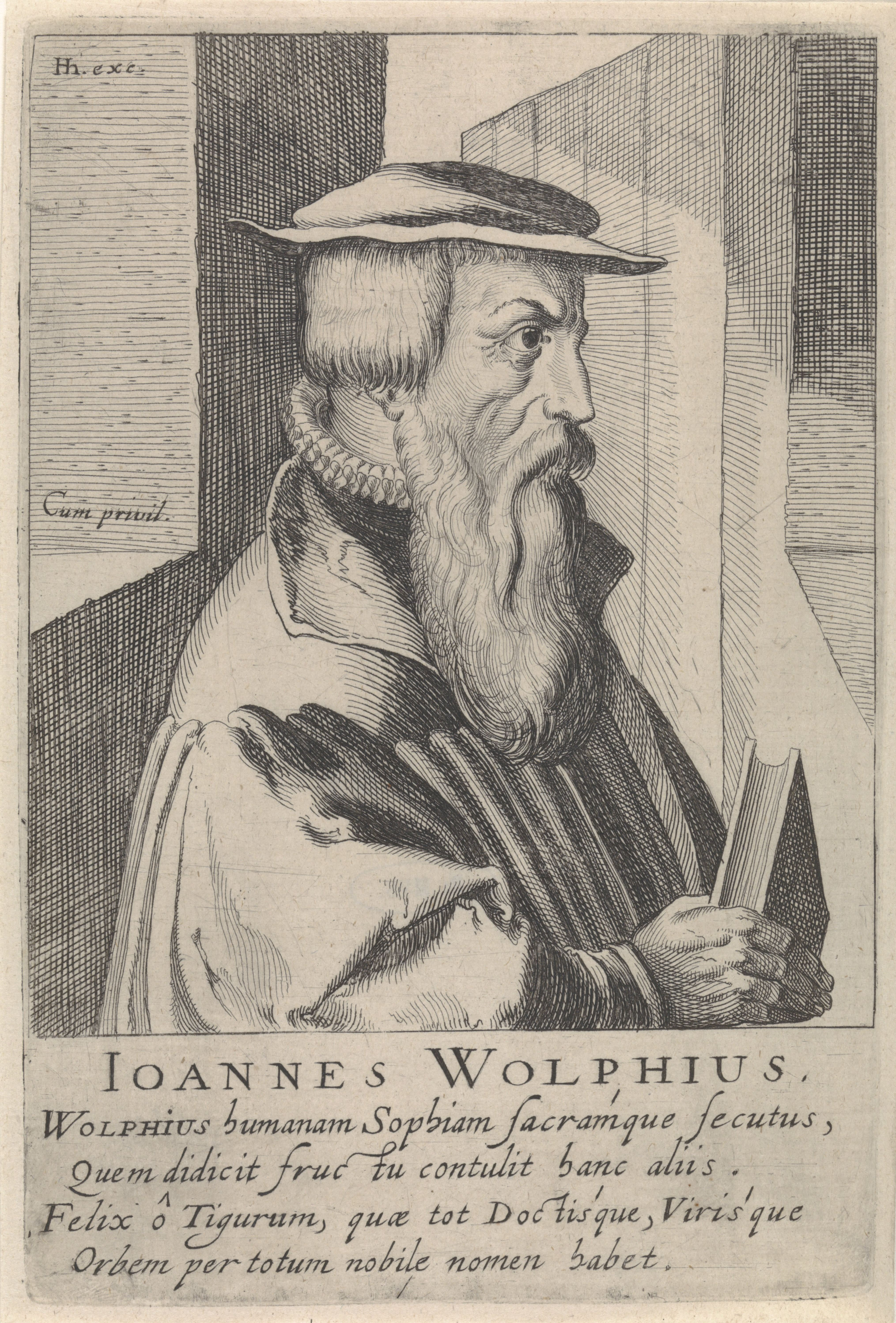
Johann Wolf

Johann Wolf (* 25. Oktober 1521 in Zürich; † 17. November 1572 ebenda) war ein Schweizer reformierter Theologe.

## Leben
Johann Wolf wurde 1521 in Zürich geboren. Im Jahr 1544 wurde er Pfarrer in einem Spital. 1551 übernahm er eine Pfarrstelle am Zürcher Fraumünster. 1565 wurde er Professor der Theologie. Wolf verstarb 1572. Sein Sohn war der Drucker Johannes Rudolf Wolf

## Werke
- Tabulae chronologicae in Nehemiam et Esdram (Zürich 1570)
- Considerationes in aliquot libros veteris testamenti
- Fundamentum Lutheranae doctrinae de ubiquitate corporis Christi
- Index graecorum nominum, quae ad geographiam pertinent
- De conferendis bibliorum translationibus
- De conficiendis succinctis commentariis in biblia
- De christiana perseverantia, commentat. consolatoriae ad fratres captivos (Zürich 1578)
- In Esrae Librum prim. Commentarior. Libri III (Zürich 1584)
- In Deuteronomium Sermonum Libri IV (Zürich 1585)
- In historiam Josuae de occupatione et divisione Terrae Sanctae Liber (Zürich 1592)
- Responsio ad Andr. Dudithii quaestionem: ubi vera et catholica ecclesia invenienda sit
- de ecclesia militante
- de constitutione scholae Tigurinae
- Gebetbuch vom Reich Messiä
- Der Christen Sabbath
- Petri Glaube
- de petra salutis